# Palaeoptera

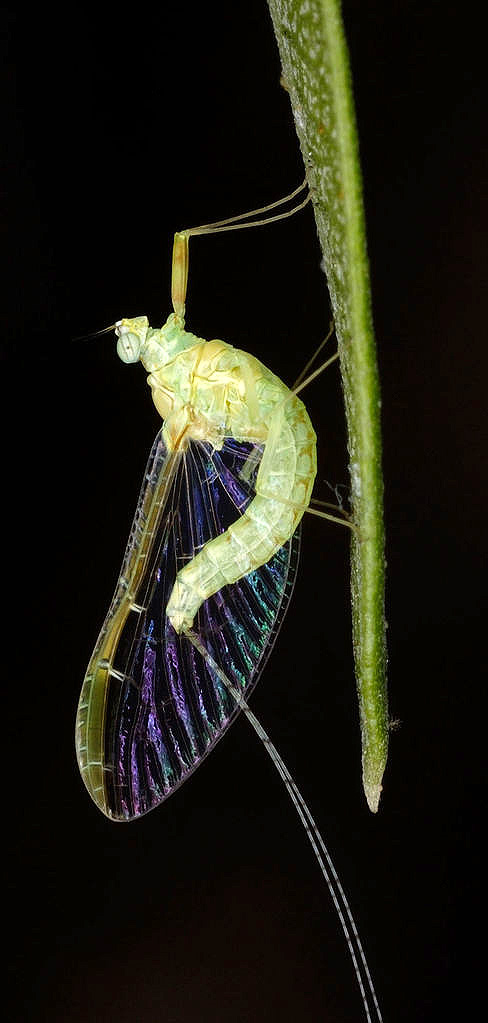
Haft

Palaeoptera is een onderverdeling binnen de Pterygota (gevleugelde insecten), die insecten aanduidt die hun vleugels niet volledig over het achterlichaam kunnen vouwen, zoals dat bij de meeste insecten wel het geval is. De enige nog levende ordes die hieronder vallen zijn:
- Odonata (libellen)
- Ephemeroptera (haften)

Uitgestorven ordes die ook hiertoe worden gerekend, zijn:
- Dictyoneuridea
- Megasecoptera
- Meganisoptera
- Protephemeroidea

Overigens staat niet vast dat alle Palaeoptera een monofyletische groep vormen.